# Liste des stations du métro de Calcutta
Liste des stations du métro de Calcutta, en Inde. Celles-ci sont actuellement au nombre de 23, réparties sur une ligne unique de 25 km.
Six stations supplémentaires sont en cours de construction.

## Stations actuelles
- Dum Dum
- Belgachhia
- Shyambazar
- Shovabazar
- Girish Park
- Mahatma Gandhi Road
- Central
- Chadni Chowk
- Esplanade
- Park Street
- Maidan
- Rabindra Sadan
- Netaji Bhavan
- Jatindas Park
- Kalighat
- Rabindra Sarobar
- Tollygunge
- Mahanayak Uttamkumar
- Netaji
- Shd Surya Sen
- Bansdrani
- Naktala
- Kavi Nazrul
- New Garia

## Stations en construction
- Chanditala
- Kudghat
- Bansdroni
- Naktala
- Garia Bazar
- Pranabnagar